# Reaktionstid
Reaktionstid är den minsta tid som förflyter mellan vad psykologerna kallar stimulus och respons. Den varierar för olika sinnesorgan liksom mellan olika individer.

## Nervernas reaktionsförmåga
Nervernas reaktionsförmåga har att göra med den hastighet i vilken en nervtråd skickar nervimpulser. Reaktionstiden, det vill säga den tid det tar att reagera, påverkas dock även av vilken typ av reaktion det rör sig om. Känselreaktioner från huden i samband med smärta är ett exempel på en reaktion där reaktionstiden istället har att göra med hur lång tid det tar för impulsen att färdas genom nervtråden till ryggmärgen och därefter tillbaka till den nervcell som kontraherar (drar ihop) muskeln. Då muskeln drar ihop sig kan kroppen reagera på denna smärtimpuls genom att exempelvis föra bort handen från värmekällan, om orsaken till smärtan är att man bränner sig.
Vid uppvärmning innan träning eller tävling ökar temperaturen i kroppen, vilket gör att nervledningsförmågan ökar, vilket leder till att reaktionstiden minskar. Detta gäller både för människor och djur.

## Människans reaktionstider
I reaktionstidsförsök skall försökspersonen till exempel trycka ner en knapp så snart en lampa tänds, varvid ett noggrant räkneverk, som startar när lampan tänds, stannas. Om flera olika stimuli används och endast ett skall utlösa ett svar, talar man om diskriminativ reaktionstid, och om olika stimuli kräver olika svar kallas det valreaktionstid. I det förra fallet kan man instruera den undersökte att reagera om rött ljus tänds men inte om grönt lyser, medan ett valreaktionsförsök innebär t. ex. att personen skall trycka med vänster hand för rött och med höger för grönt.
Människans reaktionstid på hörselstimuli ligger på 140-160 ms. Reaktionstiden på visuellt stimuli är långsammare och ligger på 180-200 ms. I löpning med startblock räknas det som tjuvstart om personen i fråga reagerar snabbare än 0,1 sekunder.